# 村井貞亨
村井 貞亨（むらい さだなり）は、日本の海軍軍人。最終階級は海軍機関大佐。栄典は正五位・勲三等瑞宝章。

## 経歴
- 1887年[1]8月10日 - 山形県鶴岡市[1]に村井貞慶の二男として誕生。
- 1910年11月 - 海軍機関学校（19期）卒業、機関少尉候補生 任官。
- 横須賀鎮守府艦船部部員兼副官[2]
- 「八雲」機関長
- 磐手機関長 兼任
- 横須賀鎮守府付
- 1932年 - 海軍機関大佐 任官、予備役編入
- 除隊後は松尾螺子製作所に技師長[1]として勤務。

## 栄典
位階
- 1912年（明治45年）2月10日 - 正八位[3]
- 1914年（大正3年）1月30日 - 従七位[4]
- 1916年（大正5年）12月28日 - 正七位[5]
- 1922年（大正11年）2月10日 - 従六位[6]
- 1927年（昭和2年）3月1日 - 正六位[7]
- 1932年（昭和7年）
  - 3月15日 - 従五位[8]
  - 6月17日 - 正五位[9]

勲章
- 1915年（大正4年）
  - 11月7日 - 勲六等瑞宝章・大正三四年従軍記章[10]
  - 11月10日 - 大礼記念章（大正）[11]
- 1920年（大正9年）10月25日 - 勲五等瑞宝章[12]
- 1928年（昭和3年）8月29日 - 勲三等瑞宝章[13]
- 1934年（昭和9年）4月29日 - 昭和六年乃至九年事変従軍記章[14]
- 1940年（昭和15年）11月10日 - 紀元二千六百年祝典記念章[15]

## 家族・親族
- 父親 村井貞慶 - 庄内藩士、第3代加茂町町長
- 兄 村井貞固 - 植物学者
- 長弟  村井貞敏　 - 海軍大佐
- 次弟 村井貞寛 - 医学博士
- 甥 村井貞允 - 地質学者
- 甥 村井貞彰 - 農学者
- 甥 村井貞克 - 植物研究家
- 大甥 村井貞規 - 工学者

## 参考資料
- 『大正人名辞典』 日本図書センター
- 『大衆人事録 東京篇』（第13版） 1939年
- 『庄内文化芸術名鑑』 長南寿一（著） 1982年